# 日健総本社
株式会社日健総本社（にっけんそうほんしゃ）は、岐阜県羽島市に本社を置く健康食品製造販売会社である。ここでは創業者の田中美穂（たなかよしほ）の解説も行う。

## 概要
「マイクロアルジェは、どれだけ人間を幸せにできるだろう。」を基本理念に掲げたクロスタニンブランドで有名であり、ドナリエラなどの藻類を健康食品化している（詳細は後述）。
永松昇（ヤクルト本社の初代社長、後に日本科学開発（略称：日科）を設立）のもとで修行した田中美穂が1975年（昭和50年）9月に当社を設立し、1988年（昭和63年）にワイツマン科学研究所（イスラエル）との事業提携を締結した。その後、1989年（昭和64年・平成元年）にイスラエルに海外工場（N.B.T.）を建設し、同年に本社ビルが完成した。本社ビル内には微細藻類を扱う水族館が併設されており、それに関連する国際大会は年1回のペースで開催されている。なお、N.B.T.は1990年（平成2年）1月に当社の子会社となっている。
1995年（平成7年）4月に当社の製造工場として微細藻類未来工場が完成し、2022年（令和4年）2月24日に日本工営・東京農業大学との間で包括連携協定が締結された。

## 沿革

### 年表
- 1975年（昭和50年）9月：田中美穂が会社を設立[生立ち 1]。当時は岐阜羽島駅南側に本社があった[生立ち 1]。
- 1979年（昭和54年）：クロスタニン国際大会を初開催[生立ち 7]。
- 1981年（昭和56年）1月：二代目社屋を初代社屋の近くに着工する[注 1][生立ち 8]。
- 1983年（昭和58年）：二代目社屋が完成し[6]、同社屋に本社機能が移転する[生立ち 8]。
- 1988年（昭和63年）：ワイツマン科学研究所（イスラエル）と事業提携[生立ち 4]。微細藻類の研究開発や商品化の協力体制を確立する[生立ち 4]｡日本の企業がイスラエルに進出したのは当社が初めてであった[生立ち 4]。
- 1989年（昭和64年・平成元年）
  - 1月：イスラエルにN.B.T.（）を設立し、同社工場を建設[生立ち 5]。
  - 4月：岐阜羽島駅の北東に本社ビルが完成し、本社機能が同ビルに移転した[生立ち 6]。
- 1990年（平成2年）1月：N.B.T.を子会社化（当社が全額出資）[生立ち 5]。
- 1995年（平成7年）4月：岐阜県安八郡輪之内町に微細藻類未来工場（当社の製造工場）が完成する[生立ち 6]。
- 1999年（平成11年）9月7日：ダン・ホテル（イスラエル・テルアビブ）でイスラエルから特別表彰を受ける[生立ち 9]。
- 2000年（平成12年）：創業者の田中美穂が死去。森伸夫が社長に就任。同年秋に開催された「イスラエル2000大研修視察団」で田中がイスラエル功労賞を受賞し、森は（緑化活動への貢献が評価され、）ゴールデン・ブックに登録された[大研修 1][大研修 2]。
- 2004年（平成16年）
  - 2月21日：N.B.T.内に田中の銅像が建立される[聖地 2]。
  - イスラエル聖地の旅「10年プロジェクト」を発足、同プロジェクトは2013年（平成25年）まで実施された（詳細は後述）。
- 2018年（平成30年）
  - 9月：日健化学株式会社を設立[新聞 2]。飼料・肥料・一般食品の各分野に参入する[新聞 2]。
  - BSC（バイオロジカル・ソイルクラスト[7]）工法を日本工営と共同開発する[注 2][2]。
- 2022年（令和4年）2月24日：日本工営・東京農業大学との間でBSC工法に関する包括連携協定が締結される[4][5][新聞 1]。

#### 付記
- 1988年（昭和63年）にワイツマン科学研究所（イスラエル）と事業提携を結んだが、1987年（昭和62年）には同国にある食品会社との間で資本技術提携の話があったため、イスラエルとの提携交渉は今回が初めてではなかった。

## 田中美穂
日健総本社の創業者であり、会社設立前は永松昇のもとで修行を行った。1975年（昭和50年）に「クロスタニン」の商品化に成功したが、同年8月に永松が亡くなり、その翌月（9月）に日健総本社を設立した。なお、当項は2000年（平成12年）に毎日新聞で25回に渡って連載されたものを再構成したものである。

### 略歴
- 1925年（大正14年）5月7日：岐阜県恵那郡大井町（現：恵那市）で生まれる。父は味噌・醤油小売店の経営者で、同町にある醤油会社の責任者でもあった[生立ち 10]。
- 1928年（昭和3年）：父が胴巻きを紛失し、集金した金（900円以上）をすべて失くす。当時の一軒家は500円、1ヵ月の生活費は10円であった。この件が原因で家や屋敷を売り払い、会社に弁償することとなる。田中はその後、大井町立大井小学校（現：恵那市立大井小学校）に入学したが、醬油を売ってから学校に通う生活が続いていたため遅刻が多かった[生立ち 10]。
- 1940年（昭和15年）：父が胃がんと動脈硬化症で亡くなる。享年45歳。田中の当時の給与は1円20銭であったが、これは大人と同額である。田中は後に鉄工所（鍛冶屋）へ転職した（人物・エピソードなどを参照）[生立ち 11]。
- 1945年（昭和20年）2月：徴兵検査を受け、乙種合格。同年4月に太平洋戦争へ召集されたが、その4ヵ月後（8月15日）に終戦した[生立ち 11]。終戦後は恵那製紙に復職し、同社の責任者を勤める[生立ち 11]。
- 1947年（昭和22年）：警察官への転職を母に明かし[生立ち 11]、警察官採用試験を受ける。同試験に合格し、警察学校を経て瑞浪土岐警察署（現在の多治見警察署瑞浪交番）に配属される。
- 1949年（昭和24年）8月：母が亡くなる[生立ち 12]。同年の暮れ、3番目の弟が傷害事件に巻き込まれたことに責任を感じ、警察官を退職した[生立ち 12]｡
- 1950年（昭和25年）：東京行きの夜行列車内で後にヤクルト本社の初代社長となる永松昇と出会う[生立ち 13]。田中は言葉をかけるのをためらっていたが、前に座っていた人（永松）が田中に声を掛けた時に「乳酸菌を扱う会社をつくろうと思っている」と話し、田中はこの話に感動して「クロレラに命をかけてみよう」と決心する。その後、永松と再会した田中は永松のもとで修行を開始する[生立ち 14]。田中はこの時、「50歳までの25年間は、人生修行だ。50歳になってからクロレラの事業をはじめるぞ」と話している[生立ち 14]。
- 1964年（昭和39年）8月：永松が日本科学開発（略称：日科）を設立[生立ち 3]。同社に転職するも、後に永松が病に倒れ、社員が続々と退職する[生立ち 3]。田中だけが最後まで残ったが、同社は発展的解消により消滅した[生立ち 3]。
- 1975年（昭和50年）
  - 6月：β-グルカンの多糖体などを配合した複合食品「クロスタニン」の商品化に成功する[生立ち 15]。同品のカプセル製造はオーストラリアのRPシェーラーに依頼した[注 3][生立ち 15]。
  - 8月18日：永松が亡くなる。享年65歳[生立ち 16]。永松は生前、妻にかかとがすり減った古びた一足の靴を渡し、「万が一のことがあったら、これを田中君に渡して欲しい」と話している[注 4][生立ち 16]。その1週間後に、「クロスタニン」を入れる化粧箱が完成し、同品を販売する体制が整う[生立ち 16]。
  - 9月：会社設立[生立ち 1]。当時は岐阜羽島駅の南側に本社があり、役員・社員合わせて8人の小さな会社としてスタートした[注 5][生立ち 1]。田中はこの時、「今、岐阜羽島駅周辺は、あんまり発展していないが、必ず発展する。新幹線[注 6]、高速道路インター[注 7]、空港[注 8]にも近いので、全国各地を回ったり、クロスタニンの同志が集まってくるのにも便利だ」と話している[生立ち 1]。
- 1981年（昭和56年）1月：二代目社屋を初代社屋の近くに着工し、2年後（1983年（昭和58年））に完成した[注 9][生立ち 8]。並行して機器改良・商品開発・海外の製造法特許取得および販売ネットワークの整備も行われた[生立ち 8]。
- 1989年（平成元年）4月：岐阜羽島駅の北東に本社ビルが完成[生立ち 6]。田中は二代目社屋を着工した時、「今度は10年以内に、7階建てのビルを岐阜羽島駅前に建て、世界にクロスタニンを進出させる」という大きな目標を持っていたことを明かしていた[生立ち 8]。
- 1998年（平成10年）11月：特定保健用食品に関する表示許可を厚生大臣から取得[生立ち 17]。この時は「ビフィズス菌を増やして腸内環境を健康に保つこと」を目的としたものを提出していた[生立ち 17]。
- 1999年（平成11年）
  - 5月：日本栄養・食糧学会で、ドナリエラ・バーダウィルを添加した食品の研究成果を発表し、食品・飼料業界で大きな反響を呼ぶ[生立ち 2]。
  - 6月：病者用食品で特定保健用食品に関する厚生大臣から表示許可を取得。
  - 9月7日：イスラエル・テルアビブにあるダン・ホテルでイスラエルから特別表彰を受ける[生立ち 9]。同年8月にイスラエル側から「イスラエル経済界に多大な貢献をされたので特別表彰をしたい」と書かれた表彰式出席の要請状が舞い込んだことがそのきっかけとなった[生立ち 9]。
- 2000年（平成12年）：死去。享年75歳。死後、同年秋に実施した「イスラエル2000大研修視察団」でイスラエル功労賞を受賞する[大研修 1][大研修 2]。

### 人物・エピソードなど
- 田中は9人家族の長男であった。なお、田中が高等科1年1学期の時、父は半身不随に、母は寝たきり生活となっている。その後、一定の収入を得るため高等科を中退し、恵那製紙で臨時工として働いた。
- ある夜、寝たきりとなった母の前に親戚が集まり、「（親戚の全員が）30円ずつ渡すから学校に戻れ」と言われたが、キッパリと断った。それを聞いた親戚は「もう知らん」と怒って帰ったが、この時に田中が一家の生計を全て背負うことになった。
- 母が寝たきりとなった当時は朝5時に起床して炊事の支度をし、父と母と弟・妹に食べさせてから出社するのが日課となっていた。なお、田中の弁当箱は大衆娯楽雑誌「キング」の端をノコギリで切り、その中に薄い鉄板を入れてご飯を詰めたた見せかけの弁当箱であったため工員食堂ではなく近所にある川原で川の水を飲む日々が続いていた。なお、会社がある日の昼食は昼休み明けに食堂へ駆け込み、工員が食べ残した弁当でしのいでいた。また、会社から帰る時にヨモギを摘み、農家が捨てたナス・キュウリ・サツマイモを集め、それらを味噌汁や雑炊の具にしていた。
- 父を亡くした後のある夜、あてもなく外出して汽車に飛び込み自殺を図ろうとしたが、その時に父の顔が浮かび、一命を取り留めた。その後、父が遺した借金を返すため栄生駅付近（愛知県名古屋市西区）にある鉄工所（鍛冶屋）に転職した。
- 永松のもとで修行することになった田中は日本全国を飛び回り、永松は「鞍馬天狗みたいな男だ」と話している。ちなみに、永松は1963年（昭和38年）4月にヤクルト本社の社長を辞任し、1964年（昭和39年）8月に日本科学開発を設立している。
- 永松と会った後、微細藻類クロレラ研究を開始した田中は当初、太陽光と金魚鉢を使って同研究を行っていた。
- 永松の枕元にクロスタニンを持っていった田中はクロレラ事業を始めることを永松に報告すると、開発を頑張ったことをほめた後、「早く特許をとらんとあかんぞ」と忠告した。その後、借金のことを聞かれた田中は「ありません」と否定したが、永松が「絶対にあるはずだ」と言うと田中は「（借金が）3,600万円あります」と話し、永松は驚いたが、「君が仕えてくれたことを考えると、5億以上はあるはずだぞ。それを3,600万円だなんて、そんなものは借金のうちに入るか。もっと借金せよ。そんなことでは、将来事業家になれんぞ」と励ましている。
- 1975年（昭和50年）9月に会社が設立した後、1年で販売ネットワークが完成した。3年後にはクロスタニン事業の基礎が完成し、クロスタニン全国代表者会議を開催している。ちなみに、当社の1年間を総決算するイベントの「クロスタニン国際大会」は1979年（昭和54年）から年1回のペースで開催している。
- 1989年（平成元年）4月に本社ビルが完成し、1995年（平成7年）4月に（製造工場の）微細藻類未来工場が完成した後、田中は「私の代で永松構想は30％実現できると思う。私はレールを敷いて、方向と方針を決めるところまでである。あとは残った人たちで、永松構想の実現を引き継いで行ってもらう」と話したが、その時点の進捗状況は「永松構想の10％ぐらいかな」と話している。
- 1991年（平成3年）9月に施行された栄養改善法で特別用途食品の開発を研究開発室に指示し、その第1号としてビフィズス菌を増やして腸内環境を健康に保つことを用途表示した特定保健用食品の開発が行われ、膨大な資料作成を経て1998年（平成10年）11月に厚生大臣から表示許可を取得した。その後、1999年（平成11年）6月に病者用食品で厚生大臣から表示許可を取得している。
- 「私は社長ではなく、組織人である」を信条とし、「普及は人」・「人は組織」を経営姿勢としていた。なお、経営姿勢は永松のもとで修行したときに学んだものである。また、朝礼では「本物の商品をつくり出すメーカーでなくてはならない」という訓辞を毎朝述べていた。

### 著書
- 田中美穂「死ぬ気でつかめ 田中美穂の組織革命論」（1984年1月、静岡新聞社刊、ISBN 978-4783890133）[13]

## 本社ビル
1989年（平成元年）4月に完成した11階建てのビルであり、本社機能および研究室と下記の各施設で構成される。なお、社員および関係者は当ビルのことを「新藻殿」や「健康情報の発信基地」と呼ぶ。
- 藻知（）館 - 微細藻類の水族館[注 14]。1階にある[生立ち 6]。
- 歴史資料館 - 10階にある[生立ち 6]。
- 田中美穂の胸像 - 丹波哲郎が寄贈したもの。玄関に設置された。
- 永松昇の銅像 - 2階に設置[14]。

## 事業所
国内
- 本社 - 岐阜県羽島市福寿町浅平1-32[1]
- 工場 - 岐阜県安八郡輪之内町大藪807（通称：微細藻類未来工場[生立ち 6]）[15]
- 東京支社 - 東京都中央区日本橋2-12-6 高島屋THビル 北館 7F[1]
- 九州支社 - 福岡県福岡市博多区博多駅東2-9-25 アバンダント84 1階[1]
- 日健化学 - 岐阜県羽島市福寿町浅平1-32[新聞 2]（本社内に併設。飼料・肥料・一般食品事業）
- 日健メディカル静岡工場 - 静岡県富士宮市西山680-2[16]（カプセル・ドリンク製造）

海外
- N.B.T.（）日健総本社ドナリエラ純粋管理培養工場 - イスラエル・エイラット[17]

## 研究機関
下記の研究所・大学・病院を微細藻類応用事業のパートナーとしている。
国内
- 応用生化学研究所
- 東京農業大学
- 愛知医科大学

海外
- ワイツマン基礎科学研究所
- ハダサ病院[大研修 3]
- テルハショメル・シバ病院[聖地 3]
- 中国医科大学

## 主な製品
現行商品は公式サイトを参照。
健康食品
- クロスタニンゴールド
- クロスタニンゴールド複合多糖類
- クロスタニンエバヤング
- クロスタニンコッコミクサグミ
- ドナリエラソフトカプセル
- ドナリエラハードカプセル
- ドナリエラキャンディ
- クロスタニン・ドナリエラの発芽玄米
- クロスタニン藻の凄い贈物

栄養ドリンク
- プロポナンゴールド
- ナインシス

健康飲料
- クロスタニンのお茶
- クロスタニン健康100歳
- クロスタニンMAコラーゲン
- 風っ子くらぶ

化粧品
- 美穂化粧品シリーズ - スターターセットほか各商品。

暮らし用品
- 美穂ミルクローション - 乳液
- MAバスエッセンス - 入浴剤
- 新・清洗家族 - 台所用石けん

上記の他、商品詰め合わせセットとして「ヘルシーバリューセット」の販売も行っている。

## 販売網
代理店方式を用いており、日本（5ブロック制）では東北から九州にその事業社（販社）や特約店が複数設けられている。また、台湾・フィリピン・オーストラリアなど海外（計14ヵ国）にもその事業社が設けられている。

## 読み物
健康に関する読み物として、「健康の輪新聞」を月1回のペースで発行している。

## 広告活動
ドラム演奏を用いたCM、ダジャレを用いたCM、CGを用いたCMなど、多くのCMが製作・放映された。提供番組および出演者は下記のとおり。

### 提供番組
2024年（令和6年）9月1日時点では提供番組が無いため、過去の提供番組を紹介する。

#### テレビ
- モーニングEye（TBS）

9時台テレコ提供枠の1社であった。
- アッコにおまかせ!（TBS）

ネットタイム枠（TBS系列の各局で放映）のスポンサー（複数社提供番組）の1社であったが、後に降板した。
- ぎふチャン ダイナミックナイター（岐阜放送）

スポンサー（複数社提供番組）の1社であった。
- FNN東海テレビスーパータイム（東海テレビ）

土曜のみ。1991年はスポンサー（複数社提供番組）の1社であったが、後に降板した。
- CBCニュースワイド（中部日本放送）

土曜のみ。降板時期不明。
- 丹波哲郎の不思議世界（テレビ東京）

一社提供番組であった。
- ぽじポジたまご（KBS京都）

前番組の『田渕岩夫の得ダネ!てれび』から、天気予報コーナーのスポンサーを担当。当社の企業姿勢を紹介する映像をバックに字幕と天気マークのテロップを出していたが、2010年に降板した。

#### ラジオ
- 多湖輝の子育てQ&A → 多湖輝のラジオ頭の体操（ニッポン放送）
- 諸口あきらのイブニングレーダー（MBSラジオ） - 「2ウェイ・ストリート」（17時台のコーナー）のスポンサーであった。
- 北野大のクロスタニン物知りゼミナール

### 出演者
ここではテレビCMの主な出演者を紹介する。
- 田中美穂

当社の創業者（先述）。1980年代から1990年代に放送されたCM（一部を除く）に出演したが、その中には丹波（CGで出演）と共演したテレビCMもあった。なお、出演した各CMにはセリフが無かったが、「クロスタニン」撮影現場のダジャレ篇（1983年）には「クロスタニンの田中です」というセリフがある。
- 南廣

1980年 - 1982年放送。「クロスタニン」に出演し、『Mr.クロスタニン』の肩書きでドラム演奏を披露。旧本社やクロスタニン国際大会の模様が映るCMもあった。
- 沼田早苗

「クロスタニン」に出演。おばあちゃん篇は1985年に、バレリーナ撮影篇は1993年にそれぞれ放送された。
- 原田さとみ

1990年放送、「ドナリエラ」に出演。同CM内でセミヌードを披露。
- 丹波哲郎

1995年放送、「クロスタニン」にCGで出演し、田中と共演。同CMのCMソング（「元気 健康 一等賞」）も兼任した。丹波は「クロスタニンのお茶」にも出演したが、こちらは実写であり、丹波の曲は使用されなかった。なお、「クロスタニンのお茶」にはかつて丹波が主演した「Gメン'75」（TBS系列）のオープニング映像のパロディシーンがある。丹波は後年、田中の胸像を寄贈している（先述）。
- アントニオ猪木

2000年放送、「プロポナンゴールド」（燃える闘魂篇）に出演。レスリングどんたくの試合映像（1993年（平成5年）5月3日開催、アントニオ猪木＆藤波辰爾 VS 長州力＆天龍源一郎）も映る。
この他、豊島泰三（田中角栄のそっくりさん）が出演したCMもあった。

## マイクロアルジェ
微細藻類のことであり、当社の基本理念（先述）にもこの語が用いられている。マイクロアルジェは水中のほか、土の表面やその中・樹木の樹皮表面・岩やコンクリートなどの表面・金属の表面・タイル温泉の中など、多くの所に生息する植物プランクトンである。マイクロアルジェは、マイナス20℃の冷凍庫内やビニール袋に約20年間放置した土の中にも生存していたことが研究で明らかとなっている。
マイクロアルジェは、当社が開発したものと世界で発見されたものがある。ここではそれらを分類して紹介する。

### 日健総本社が開発したもの
- クロレラ ピレノイドーサ（英語版）

淡水産性単細胞緑藻。直径約3 - 10マイクロメートルの球形で、沼や池などに生息する。
- ドナリエラ バータウィル

耐塩性単細胞緑藻。長径約10マイクロメートルの卵形で、イスラエルの死海に生息する。
- モノダス

淡水産性単細胞真正眼点藻。約10マイクロメートルの楕円形で、土の中に生息する。
- イソクリシス（英語版）

海産性単細胞ハプト藻。約8マイクロメートルの丸型で、細胞内に脂質を多く含む。
- ナンノクロロプシス（英語版）

海産性単細胞真正眼点藻。約5マイクロメートルの丸型で、脂肪酸含量は約30％である。
- フェオダクチラム

海産性単細胞珪藻。直径約15マイクロメートルで、培養条件により球形・楕円形・針型のいずれかに変化する。
- ポルフィリディウム[27]

海産性単細胞紅藻。約10マイクロメートルの球形で、海辺の岩場や湿潤な地面などに生息する。
- ヘマトコッカス（英語版）

淡水性単細胞緑藻。直径約20マイクロメートルの球形で、クロロフィル含量が高い。

### 世界で発見されたもの
- ボツリディオプシス アリツア
- ノストック コムネ
- フォルミジウムの一種
- スキトネマの一種
- クロロコックムの一種
- トレボキシア エリキ
- ユースチグマツス バイシェリ
- グロエオスファエリディウム フィルマム
- ミルメキア インキサ
- ムリエラ テレストリス
- ディプロスファエラ ムコサ
- デスモコッカス オリバセウス
- コッコボトリス ベルウカリアエ
- スチココッカス バキラリス
- ディプロスファエラ ショダティ
- クレブスオルミジウム フラキズム
- クロレラの一種
- クロレラ エマソニ
- クロレラ フスカ
- クロレラ ホモスファエラ
- コッコミクサ
- スミレモ（英語版）

## クロスタニン国際大会
1979年（昭和54年）から年1回開催されているイベントであり、当社の1年間の総決算を兼ねる。日本の地域代表が参加するが、アメリカや中国など海外からの参加者も居るため、「国際色豊かな微細藻類の甲子園」と称されている。なお、同大会は長良川国際会議場で開くことを基本とするが、他のホテルなどで開催する年もある。例として、1993年（平成5年）に開催した第15回大会は約1万人が参加するため会場を岐阜メモリアルセンター内にあるドームに変更したが、収容できないぐらいの人出となってしまった。同会の来賓として駐日イスラエル大使・岐阜県知事・羽島市長や大学の名誉教授が招かれる。過去には丹波哲郎（当社CM出演者（前述））やルツ・カハノフ（駐日イスラエル大使）が来賓として招かれたことがあった。また、「コミュニケーションパーティ」は歌謡ショーとして開催するが、同ショーには北島三郎・細川たかし・瀬川瑛子が招かれたことがあった。
ちなみにこの大会は「健康社会の建設に向かって、お互いに励まし合う健康を願う同志の集い」も兼ねている。

## イスラエルとの交流
1969年（昭和44年）にヘブライ大学の修士課程を終えたアミー・ベンアモツがワイツマン基礎科学研究所に来て、モルデハイ・アブロン副所長の下で死海に生息する「ドナリエラ・バーダウィル」の光合成の研究を開始した。その後、同研究所のライフ・サイエンス研究棟内に培養試験施設が設けられ、ドナリエラ・バーダウィルの培養に成功した。同製造法の特許を取得し、ドナリエラ・バーダウィルの粉末化までこぎつけたが、当時はその事業化や販売のノウハウが無かった。
クロレラ事業の現状を調べるため、アブロン副所長が来日し、ドナリエラ・バーダウィルの商品化して日本で販売するため提携話を持ち上げると大手の食品会社や石油会社などが名乗りを挙げた。その後、アブロン副所長らの調査で、日健総本社との事業提携が合意に至り、1988年（昭和63年）にワイツマン基礎科学研究所との提携を公表した。
アブロン副所長が亡くなった後は、アミー・ベンアモツ教授に引き継がれ、「ドナリエラ・バーダウィルは抗酸化物質であること」を発見し、「藻の体内に8％の天然ベータカロチンが蓄積する培養技術の開発」に成功している。ちなみに、この技術で培養したドナリエラ・バーダウィルに含まれるベータカロチンはニンジンの900倍以上である。なお、「ドナリエラ」に含まれるベータカロチンの成分で成果をあげたものの例としてチェルノブイリ原子力発電所4号炉で発生したチェルノブイリ原子力発電所事故が挙げられる。
1986年（昭和61年）4月26日、ウクライナ・ソビエト社会主義共和国（ソビエト社会主義共和国連邦（旧ソ連）の構成国）にあるチェルノブイリ原子力発電所4号炉で原子力事故が発生。同事故の影響で放射能被害者数が60万人（子供25,000人を含む）となり、ハダサ病院は1,001人の被爆児童を受け入れて治療をすることとなった。ベンアモツ教授はインタビュー動画で「ガンにかかる前にベータカロチンが（ガンを）抑制する作用がある」と話した後、「もし（ガンが）発生した場合、治療する時に必要となる薬の副作用を抑えることが出来るのです」と語っている。この際、（ガン発病予防を兼ねる）治療薬として「ドナリエラ」を使用することとなったが、数が足りなくなる事態が発生したため日健総本社に提供を要請すると田中は「病気で苦しんでいる人の手助けするのは当社の大切な使命」と話し、「ドナリエラ」を無償で提供している。同事故から5年以上の年月が経過した後に中間報告が出されたが、「ドナリエラ」で治療を受けた子供たちにガンは発生しなかった。なお、同治療を受けていない子供たちの大半は放射能被害による後遺症に苦しみ、甲状腺ガンで亡くなった人もいた。「ドナリエラ」で抗酸化作用の成果をあげたベンアモツ教授はその後、他の臨床研究の牽引役となり、ぜんそく・アレルギー・糖尿病などの研究を行った。ベンアモツ教授はエイラット培養工場や日健総本社の指導も行い、現在は「ドナリエラ・バーダウィルの父」として講演会を行うことがある。
1989年（昭和64年・平成元年）1月にN.B.T.（）を設立し、同社工場を建設してイスラエルでの生産を開始したが、同工場は1990年（平成2年）1月に日健総本社が全額出資する子会社となった。
1996年（平成8年）秋にイスラエル・ドナリエラ研修視察団を1,000人派遣し、死海やN.B.T.工場などを視察したが、緑の少ない国土に心を痛めたクロスタニン全国経営協議会の会長（当時）が1997年（平成9年）10月に開かれた全経協会議の席上で「『イスラエル緑の基金』を設けてはどうか？」と発案すると、満場一致で設置が決定した。同基金はイスラエルの緑化事業を支援するものであり、募金箱に寄せられた基金をもとに苗木を贈呈するものである。
1998年（平成10年）春に苗木1万本の目録贈呈式が行われ、イスラエルにある「クロスタニンの森」に植樹され、（天然石の）記念碑が建立された。それ以来、イスラエルへ苗木1万本を毎年贈る国際交流が続いている。この功績が評価され、2000年（平成12年）にゴールデン・ブックへ登録することが決定し、同年秋に登録式が行われた。なお、国際交流は研究助成金の援助もその対象となっている。この助成金はワイツマン基礎科学研究所や国立ハダサ病院などに贈られ、ドナリエラ・バーダウィルを応用した研究開発を支援し、多くの商品開発に携わっている。ちなみに、ドナリエラ・バーダウィル培養の特許はワイツマン基礎科学研究所が所有し、世界各国の販売権は当社が譲受している。
2000年（平成12年）に田中が死去し、同年秋に「イスラエル2000大研修視察団」を開催。なお、同事業は田中が1998年（平成10年）に提案したものであった。この事業では「イスラエル功労賞」の授与式およびゴールデン・ブック登録証贈呈式、アミー・ベンアモツ（国際応用藻類学会上級理事）への質問会、記念植樹、マイクロアルジェの採集などが行われた。
田中の死去から4年が経過した2004年（平成16年）2月21日、N.B.T.工場内に田中の銅像が建立された。同年から日本とイスラエルの国際交流を更に発展するため、2013年（平成25年）までの10年間をイスラエル聖地の旅「10年プロジェクト」と定め、チャーター機の運航を継続した。日本とイスラエルを結ぶ定期便の就航は創業者の田中が願ったものであり、「10年プロジェクト」ではそれを実現するための会談が行われたことがあった。
両国間を結ぶ定期便（成田国際空港 - ベン・グリオン国際空港間）は2023年（令和5年）3月2日から運航を開始し、同路線を運航する全日本空輸（ANA）とエルアル航空の両航空会社は同年6月5日にコードシェア提携契約を締結している。